# Осинки (Гагарінський район)
Осинки (рос. Осинки) — присілок Гагарінського району Смоленської області Росії. Входить до складу Гагарінського сільського поселення.
Населення — 7 осіб (2007 рік). 